# ティンカー・ベルとネバーランドの海賊船
『ティンカー・ベルとネバーランドの海賊船』（ティンカー・ベルとネバーランドのかいぞくせん、原題：The Pirate Fairy）は2014年制作のOVA。ドイツでは、2014年2月13日、アメリカ合衆国では2014年4月1日、日本では2014年5月21日にブルーレイとDVDが発売された。

## 概要
前作『ティンカー・ベルと輝く羽の秘密』のブルーレイに収録されていた本作予告編でのタイトルは『Quest for the Queen』だった。
ザリーナの海賊コスチュームのデザインはクリスチャン・シリアーノが担当した。

## ストーリー
妖精たちが魔法を使うのに必要な金色の妖精の粉。この金色の妖精の粉は青い妖精の粉から作られる。その青い妖精の粉を番人妖精のザリーナが盗みだしてしまった。
ティンカー・ベルたちがザリーナを追って行くと、ザリーナは人間の海賊船で船長に納まっていた。青い妖精の粉を取り戻そうとするティンカー・ベルたちだが、ザリーナが改造した妖精の粉のせいで、能力が入れ替わってしまう。ティンカー・ベルが水の妖精、シルバーミストが高速飛行の妖精、イリデッサが植物の妖精、ロゼッタが動物の妖精、フォーンが光の妖精、ヴィディアは物作り妖精に（衣装の色が入れ替わることで、能力が入れ替わることも表現している）。
慣れない能力に苦労しながら、ティンカー・ベルたちはザリーナが海賊の青年ジェームズに騙されていたことを悟らせ、救出に成功する。

## 登場人物
ティンカー・ベル
声 - メイ・ホイットマン、深町彩里
ロゼッタ
声 - メーガン・ヒルティ、豊口めぐみ
イリデッサ
声 - レイヴン・シモーネ、園崎未恵
シルバーミスト
声 - ルーシー・リュー、高橋理恵子
フォーン
声 - アンジェラ・バーティーズ、坂本真綾
ヴィディア
声 - パメラ・アドロン、朴璐美
クランク
声 - ジェフ・ベネット、河本邦弘
ボブル
声 - ロブ・ポールセン、石田彰
ジェームズ
声 - トム・ヒドルストン、内田直哉
妖精の声を聞くことができる海賊の青年。ザリーナの才能を見抜き、自身の海賊船の船長に据え、自分はキャビンボーイとしてザリーナの下につく。
後のフック船長である。
クラリオン女王
声 - アンジェリカ・ヒューストン、高島雅羅
ザリーナ
声 - クリスティーナ・ヘンドリックス、植竹香菜
粉の番人の妖精、好奇心旺盛で妖精の粉の秘密を独自に探り、禁じられている妖精の粉の錬金術を身につけた。
一時海賊に加担し青い粉を盗み出すも、ティンカーベルたちが取り戻し、ザリーナも改心した。
スミー
声 - ジェフ・ベネット、熊倉一雄
海に落ちたジェームズを助ける別の船の船員。後にフック船長の腹心となるMr.スミー。
ワニ
声 - ディー・ブラッドリー・ベイカー、三ツ矢雄二
ロゼッタを母親と思い込んだワニ（クロコダイル）。ジェームズの部下オッペンハイマー（声:ジム・カミングス、多田野曜平）の時計を飲み込み、海に落ちたジェームズにも襲い掛かる。
後にフック船長の腕を食べ、その美味さに船長を追いかけまわすことになる。